# Jacob Green
Jacob Green (Pasadena, 21 gennaio 1957) è un ex giocatore di football americano statunitense che ha militato nel ruolo di defensive end per la maggior parte della carriera con i Seattle Seahawks della National Football League (NFL). Fu scelto nel corso del primo giro (10º assoluto) del Draft NFL 1980. Al college ha giocato a football alla Texas A&M University.

## Carriera
Dopo una carriera da All-American al college, Green fu scelto come decimo assoluto nel Draft 1980 dai Seattle Seahawks. Nei suoi tredici anni di carriera nella National Football League giocò per dodici stagioni con i Seahawks, indossando il numero 79, e una per i San Francisco 49ers. Green fece registrare 97,5 sack in carriera per i Seahawks (116 non ufficialmente; i sack divennero una statistica ufficiale rilevata dalla NFL nel 1982, la terza stagione di Green), un record di squadra e, al momento del ritiro, il terzo risultato nella classifica di tutti i tempi dietro solo a Reggie White e Lawrence Taylor.

## Palmarès
- Convocazioni al Pro Bowl: 2

1986, 1987
- First-team All-Pro: 1

1983
- Second-team All-Pro: 1

1984
- PFWA All-Rookie Team - 1980
- Steve Largent Award - 1990
- Seattle Seahawks Ring of Honor
- Formazione ideale del 35º anniversario dei Seahawks
- 50 migliori giocatori del 50º anniversario dei Seahawks
- College Football Hall of Fame